# نه متشکرم
نه متشکرم (انگلیسی: No, Thank You; کره‌ای: 며느라기) یک مجموعه تلویزیونی محصول کره جنوبی سال ۲۰۲۰ با بازی پارک ها سون، کوان یول و مون هی کیونگ است. این مجموعه بر پایه وب‌تون میونوراگی اثر سو شین جی است. فصل اول این مجموعه از ۲۱ نوامبر ۲۰۲۰ تا ۶ فوریه ۲۰۲۱ از کاکائو تی‌وی پخش شد. فصل دوم از ۸ ژانویه تا ۲۶ مارس ۲۰۲۲ پخش شد.

## بازیگران

### اصلی
- پارک ها سون در نقش مین سا رین
- کوان یول در نقش مو گو یونگ
- مون هی کیونگ در نقش پارک کی دونگ